# FK Mladost Velika Obarska
Le FK Mladost Velika Obarska est un club bosnien de football basé à Zvornik, fondé en 1948.

## Histoire
En 2015, le club est relégué en deuxième division.

## Palmarès
- Championnat de République serbe de Bosnie 
  - Champion (1) : 2013